# 松本忠久
松本 忠久（まつもと ただひさ、1958年9月21日 ‐ ）は、日本の薬剤師、元実業家。前ウエルシアホールディングス代表取締役社長、前ウエルシア薬局代表取締役社長。

## 人物・経歴
長野県出身。1983年北陸大学薬学部卒業、サンドラッグ入社。2004年いいの代表取締役社長。2006年ウエルシア関東取締役副社長。2008年グローウェルホールディングス取締役。2010年寺島薬局代表取締役社長。2013年ウエルシアホールディングス取締役副社長。2018年ウエルシア薬局代表取締役副社長兼営業統括本部兼調剤運営本部管掌。2019年ウエルシアホールディングス代表取締役社長兼ウエルシア薬局代表取締役社長。2023年ウエルシアホールディングス代表取締役社長兼ウエルシア薬局代表取締役会長。2024年4月16日、社外女性との不倫行為が発覚したことによる辞任勧告を受け、同日に辞任届を提出し、17日付で社長を辞任した。また、イオンの執行役も務めていたが、同日に解任されている。